# Askip
ASKIP ou, en forme longue, Askip, le collège se la raconte, est une série télévisée française produite pour France TV, diffusée sur la plateforme numérique jeunesse de France télévisions Okoo et sur France 4 depuis 2020. ASKIP est le diminutif de « à ce qu'il paraît ».

## Synopsis
Une équipe de télévision débarque dans un collège pour filmer au quotidien la vie des élèves et des profs. Ce vrai-faux documentaire aborde tous les sujets de société actuels...

## Production
ASKIP (abréviation de « à ce qu’il paraît »)  est une série diffusée à partir du 11 avril 2020 sur la plate-forme Okoo, puis en raison de son succès, elle est promue en diffusion d'abord hebdomadaire puis quotidienne sur France 4 dès le 3 mai suivant,
Après la production de Skam France, France Télévisions a décidé de lancer une fiction consacrée aux collégiens. ASKIP est produite par Amsto et Capa Drama (Braquo, Versailles, Reporters...), sociétés du groupe Newen qui produit également Plus belle la vie ou Demain nous appartient. Pourtant, c'est une pure coïncidence si ASKIP et Demain nous appartient sont toutes deux tournées à Sète.
Le 4 août 2025, une photo est publiée sur le compte Instagram de Amsto, indiquant qu’une série spin-off d’ ASKIP intitulée KARMA se déroulant non pas au collège mais au lycée, était en tournage. 
Les saisons 1 et 2 comptent au total 40 épisodes. Les saisons 3, 4 et 5 en comptent 66. Par ailleurs, la saison 5 comporte 3 épisodes spéciaux  en plus des 66 qui la composent. La saison 6 comporte quant à elle 64 épisodes.

### Tournage
Les tournages ont tous lieu au lycée Joliot Curie de Sète durant les vacances scolaires, à savoir 4 à 6 semaines l’été et deux semaines pendant les vacances de la Toussaint. Les tournages ont aussi lieu durant les vacances de printemps mais les dates varient d’une année à l’autre en fonction des zones de vacances.

## Création et thèmes abordés
Réalisateur et producteur de documentaires, Benoît Masocco (également créateur de la série A PRIORI ou encore réalisateur du documentaire L'étincelle, une histoire des luttes LGBT+) s'est inspiré de séries telles que The Office ou Modern Family pour raconter la réalité des collégiens sur une forme de mockumentaire (vrai faux documentaire). Le mariage de réalisme et d'humour permettant de toucher une cible dépassant largement celle des adolescents.
Faux documentaire et vraie fiction, cette série aborde tous les thèmes sans aucune censure mais en essayant de proposer une vision optimiste et inclusive[source secondaire souhaitée]. De nombreux thèmes sont ainsi abordés dans la série : grossophobie, homophobie, racket, sexisme, relations filles-garçons, racisme, puberté… « Le scénario de cette série est très léger, drôle, décalé, mais il parvient aussi à glisser des choses intéressantes sur le harcèlement, sur le poids de la rumeur et du regard des autres, pour ces gosses qui ne sont pas encore des ados, mais plus des enfants. La réflexion sur les images porte en elle bien des enjeux »

## Épisodes spéciaux
Si en suivant son concept, la série est tournée uniquement dans l'enceinte du collège François Truffaut, plusieurs épisodes spéciaux ont été proposés hors les murs.
Les épisodes Le jour du voyage à Verdun (1 & 2) ont été tournés à Verdun dans le département de la Meuse sous forme de voyage scolaire. Ils ont été diffusés le 11 novembre 2022, jour de l'armistice, après une avant-première à Verdun.
À l'occasion du 200ème épisode, le 19 mai 2023 Théo Curin a été invité en guest en jouant son propre rôle.
La diffusion suivant la temporalité de la période de diffusion, des épisodes spéciaux sont proposés pour les aspérités calendaires (Pâques, Noël, Saint Valentin, Halloween).
À Noël 2023, un épisode spécial de 52 minutes est proposé : "ASKIP, le jour du grimoire de Noël". Il a été tourné dans les Vosges (entre Ventron et Plombières-les-bains).
Par ailleurs, un bêtiser de Noël est proposé chaque année fin décembre depuis 2022.
Le 6 novembre 2024, un épisode inédit consacré à la lutte contre le harcèlement scolaire est mis en ligne sur Okoo avec Gabriel Attal en invité. Cet épisode, bien que non numéroté et diffusé après le début de la saison 6, fait partie de la saison 5. Il a été tourné un samedi, en décembre 2023, Gabriel Attal était alors ministre de l'éducation nationale et il y joue son propre rôle.

## Diffusion
Les épisodes d’ASKIP sont disponibles sur Okoo (l'application jeunesse gratuite de France Télévisions) et sur France.tv.
En linéaire, ASKIP est diffusée sur France 4 (par le passé, elle a été diffusée à des horaires variables : à 20h45, 16h, etc),.
Sur l’application Okoo, les deux premières saisons ont été diffusées par bloc de 20 épisodes. Les saisons 3, 4, 5 et 6 sont diffusées à raison de 2 épisodes chaque semaine tous les vendredis dès la rentrée scolaire (le vendredi 9 septembre 2022 pour la saison 4, le vendredi 8 septembre 2023 pour la saison 5, le vendredi 6 septembre 2024 pour la saison 6) sauf pendant les vacances scolaires.

## Distribution
Sauf indication contraire, les informations mentionnées dans cette section peuvent être confirmées par la base de données cinématographiques Allociné,  présente dans la section « Liens externes ».
- Principal (crédité au générique d'ouverture)
- Récurrent (crédité au générique d’ouverture)
- Récurrent (non crédité au générique d’ouverture)
- Invité
- Présent dans la série spin-off KARMA

| Acteurs                                 | Personnages                                     | Saison 1   | Saison 2   | Saison 3   | Saison 4   | Saison 5   | Saison 6   | Saison 7   |
| Élèves                                  | Élèves                                          | Élèves     | Élèves     | Élèves     | Élèves     | Élèves     | Élèves     | Élèves     |
| --------------------------------------- | ----------------------------------------------- | ---------- | ---------- | ---------- | ---------- | ---------- | ---------- | ---------- |
| Guillaume Auvert                        | Jules Chémène                                   | Principal  | Principal  | Principal  | Récurrent  | Invité     |            |            |
| Ryan Daoudi                             | Youcef Bouazi                                   | Principal  | Principal  | Principal  |            |            |            |            |
| Gabriel Caballero                       | Maxime Fauret                                   | Principal  | Principal  | Principal  |            |            |            |            |
| Artemisia Toussaint                     | Lou Martelli                                    | Principale | Principale | Principale |            |            |            |            |
| Julia-Sarah Mbappe Koum                 | Efia M’Begue                                    | Principale | Principale | Récurrente |            |            |            |            |
| Juliette Mabilat                        | Rose Fontana                                    | Principale | Principale | Récurrente |            |            |            |            |
| Kadelina Fang                           | Jade Yiu                                        | Principale | Principale | Invitée    |            |            |            |            |
| Rita Foudali                            | Lila Zouaoui                                    | Principale | Principale |            |            |            |            |            |
| Grégoire Champion                       | Clément Lefebvre                                | Principal  | Principal  |            |            |            |            |            |
| Paul Muguruza                           | Lucas Gonzales                                  | Principal  | Récurrent  |            |            |            |            |            |
| Inès Vanbesselaere                      | Océane Delanoy                                  | Principale |            |            |            |            |            | Récurrente |
| Pierre Marcilhacy                       | Alexis Roustan                                  | Principal  |            |            |            |            |            |            |
| Bastiaan Van Leeuwen                    | Dorian Berger                                   |            | Principal  | Principal  | Principal  | Invité     |            |            |
| Casey Calaber                           | Mathis Sanzano                                  |            | Principal  | Principal  | Principal  |            |            |            |
| Emilia Blayer                           | Anaïs Tiédot                                    |            | Principale | Principale | Invitée    |            |            |            |
| Freddy Sheja                            | Noa Kagabo                                      |            | Principal  | Principal  |            |            |            |            |
| Elza Petit-Brunet                       | Zoé Laurentin                                   |            | Principale |            |            |            |            |            |
| Aaliyah Lexilus                         | Kayla M’Begue                                   |            |            | Principale | Principale | Principale |            |            |
| Jarod Levy                              | Hippolyte Balbec                                |            |            | Principal  | Principal  | Principal  |            |            |
| Van Long Nguyen                         | Albert Wang                                     |            |            | Principal  | Principal  |            |            |            |
| Kali Boisson                            | Raphaëlle Calonne                               |            |            | Principale | Principale |            |            |            |
| Sara Ehrhart                            | Amina Haddad                                    |            |            | Principale | Principale |            |            |            |
| Chérine Benson                          | Yasmine Mucel                                   |            |            | Principale |            |            |            |            |
| Cianna Bunduc                           | Lilou Marito                                    |            |            | Invitée    | Principale | Principale | Principale |            |
| Adam Abdo                               | Bilal Buyukada                                  |            |            | Invité     | Principal  | Principal  | Récurrent  |            |
| Fiona Houssou                           | Victoire Senghor                                |            |            | Invitée    | Principale | Principale |            |            |
| Jaynelia Coadou                         | Dina Boja                                       |            |            | Invitée    | Principale | Principale |            |            |
| Tibor Audinos                           | Clovis Tiédot                                   |            |            |            | Principal  | Principal  | Récurrent  |            |
| Oxandre Peckeu                          | Charlie Bayard                                  |            |            |            | Principal  |            |            |            |
| Lia Ly                                  | Meï Lignet                                      |            |            |            |            | Principale | Principale | Principale |
| Manon Balasuriya                        | Stella Mortenson                                |            |            |            |            | Principale | Principale | Principale |
| Youri Filstein                          | Robin Louvini                                   |            |            |            |            | Principal  | Principal  | Récurrent  |
| Yasser Osmani                           | Aslan Buyukada                                  |            |            |            |            | Principal  | Principal  |            |
| Pauline Sakellaridis                    | Iris Serf                                       |            |            |            |            | Principale | Principale |            |
| Mossaï Montout                          | Léo Duffin                                      |            |            |            |            | Principal  | Principal  |            |
| Jean-Eudes Sylvestre                    | Malo Kertaven                                   |            |            |            |            | Principal  | Principal  |            |
| Marius Blivet                           | Timéo Durand                                    |            |            |            |            |            | Principal  | Principal  |
| Marwane Kasdi                           | Sami Aouze                                      |            |            |            |            |            | Principal  | Principal  |
| Talima Cirilli                          | Sidney Hacka                                    |            |            |            |            |            | Principale | Principale |
| Tiago Simmonet                          | Mahé Payet                                      |            |            |            |            |            | Principal  | Principal  |
| Daphné Girard                           | Lana Quoirez                                    |            |            |            |            |            | Principale |            |
| Lia Mouchenik                           | Simone Pésane                                   |            |            |            |            |            | Principale |            |
| Titouan Jeanne                          | Oliveiros Da Costa                              |            |            |            |            |            |            | Principal  |
| Gabin Ficheur                           | Lohan Perrot                                    |            |            |            |            |            |            | Principal  |
| Alicia Dupuis                           | Livia Tonino                                    |            |            |            |            |            |            | Principale |
| Raphaël Roy                             | Achille Verne                                   |            |            |            |            |            |            | Principal  |
| Albane Beaugé                           | Clara Barbare                                   |            |            |            |            |            |            | Principale |
| Hillel Belabeci                         | Riadh Lotfi                                     |            |            |            |            |            |            | Principal  |
| Romane Laurier                          | Romy Buffet                                     |            |            |            |            |            |            | Principale |
| Profs, surveillants et parents d’élèves |                                                 |            |            |            |            |            |            |            |
| Didier Constant                         | Philippe Couret, le principal                   | Récurrent  | Récurrent  | Récurrent  | Récurrent  | Récurrent  | Récurrent  | Récurrent  |
| Antoine Cordier                         | Marc Lambrico, prof d’histoire                  | Récurrent  | Récurrent  | Récurrent  | Récurrent  | Récurrent  | Récurrent  | Récurrent  |
| Nassima Benchicou                       | Leïla Faki, la CPE                              | Récurrente | Récurrente | Récurrente | Récurrente | Invitée    |            |            |
| François Pouron                         | Stéphane Cochard, prof de sport                 | Récurrent  | Récurrent  | Récurrent  | Invité     |            |            |            |
| Agnès Miguras                           | Sophie Chémène, prof de SVT et mère de Jules    | Récurrente | Récurrente | Récurrente |            |            |            |            |
| Emilien Vekemans (en)                   | Tom Rivière, le pion                            | Récurrent  | Récurrent  |            |            |            |            |            |
| Samir Harrag                            | Samir Hegazi, prof de maths                     |            | Récurrent  | Invité     |            |            |            |            |
| Constance Juilliard                     | Louise Morlette, prof de musique                |            |            | Récurrente | Récurrente | Récurrente | Récurrente | Récurrente |
| Xavier Coppet                           | Franck Baquet, le pion                          |            |            | Récurrent  | Récurrent  |            |            |            |
| Olivier Cabassut                        | Cyril Tanzmann, prof de maths et oncle de Timéo |            |            | Invité     | Récurrent  | Récurrent  | Récurrent  | Récurrent  |
| Alexandra Cismondi                      | Amanda Lavigne, prof de SVT                     |            |            | Invitée    | Récurrente | Récurrente | Récurrente | Récurrente |
| Jean-Luc Rehel                          | Francis Calonne, le père de Raphaëlle           |            |            | Invité     | Récurrent  |            |            |            |
| Flora Djien                             | Anna Diop, l’infirmière                         |            |            |            | Récurrente | Récurrente | Récurrente | Récurrente |
| Marie-Stéphane Cattaneo                 | Florence Marito, la mère de Lilou               |            |            |            | Récurrente | Récurrente | Récurrente |            |
| Axel Mandron                            | Tarik Bieli, prof de sport                      |            |            |            | Récurrent  |            |            |            |
| Hélène Martinelli                       | Charlotte Castro, prof de français              |            |            |            |            | Récurrente | Récurrente | Récurrente |
| Aurélien Gouas                          | Cédric Scottier, prof de sport                  |            |            |            |            | Récurrent  | Récurrent  | Récurrent  |
| Blaise Druais                           | Quentin Jonnesse, le CPE                        |            |            |            |            | Récurrent  | Récurrent  | Récurrent  |
| Alissa Fagla                            | Alissa Kadra, la surveillante                   |            |            |            |            | Récurrente | Récurrente |            |

### Bêtisiers
Au moment des fêtes de fin d’année, un bêtisier est proposé depuis 2022 en compagnie de certains acteurs afin de visionner les images les plus drôles filmées au moment du tournage.
| Acteurs              | Rôle              | Bêtisiers                      | Bêtisiers                      | Bêtisiers                      |
| Acteurs              | Rôle              | Décembre 2022                  | Décembre 2023                  | Décembre 2024                  |
| -------------------- | ----------------- | ------------------------------ | ------------------------------ | ------------------------------ |
| Didier Constant      | Philippe Couret   | Participant à la/aux saison(s) | Participant à la/aux saison(s) | Participant à la/aux saison(s) |
| Tibor Audinos        | Clovis Tiédot     | Participant à la/aux saison(s) | Participant à la/aux saison(s) | Participant à la/aux saison(s) |
| Aaliyah Lexilus      | Kayla M’Begue     | Participant à la/aux saison(s) | Participant à la/aux saison(s) |                                |
| Jarod Levy           | Hippolyte Balbec  | Participant à la/aux saison(s) | Participant à la/aux saison(s) |                                |
| Adam Abdo            | Bilal Buyukada    | Participant à la/aux saison(s) | Participant à la/aux saison(s) |                                |
| Fiona Houssou        | Victoire Senghor  | Participant à la/aux saison(s) | Participant à la/aux saison(s) |                                |
| Cianna Bunduc        | Lilou Marito      | Participant à la/aux saison(s) |                                | Participant à la/aux saison(s) |
| Artémisia Toussaint  | Lou Martelli      | Participant à la/aux saison(s) |                                |                                |
| Juliette Mabilat     | Rose Fontana      | Participant à la/aux saison(s) |                                |                                |
| Bastiaan Van Leeuwen | Dorian Berger     | Participant à la/aux saison(s) |                                |                                |
| Casey Calaber        | Mathis Sanzano    | Participant à la/aux saison(s) |                                |                                |
| Kali Boisson         | Raphaëlle Calonne | Participant à la/aux saison(s) |                                |                                |
| Sara Ehrhart         | Amina Haddad      | Participant à la/aux saison(s) |                                |                                |
| Jaynelia Coadou      | Dina Boja         | Participant à la/aux saison(s) |                                |                                |
| Xavier Coppet        | Franck Bacquet    | Participant à la/aux saison(s) |                                |                                |
| Jean-Eudes Sylvestre | Malo Kertaven     |                                | Participant à la/aux saison(s) | Participant à la/aux saison(s) |
| Manon Balasuriya     | Stella Mortenson  |                                | Participant à la/aux saison(s) | Participant à la/aux saison(s) |
| Lia Ly               | Mei Lignet        |                                | Participant à la/aux saison(s) | Participant à la/aux saison(s) |
| Mossaï Montout       | Léo Duffin        |                                | Participant à la/aux saison(s) | Participant à la/aux saison(s) |
| Pauline Sakellaridis | Iris Serf         |                                | Participant à la/aux saison(s) | Participant à la/aux saison(s) |
| Youri Filstein       | Robin Louvini     |                                | Participant à la/aux saison(s) | Participant à la/aux saison(s) |
| Yasser Osmani        | Aslan Buyukada    |                                |                                | Participant à la/aux saison(s) |
| Tiago Simmonet       | Mahé Payet        |                                |                                | Participant à la/aux saison(s) |
| Lia Mouchenik        | Simone Pésane     |                                |                                | Participant à la/aux saison(s) |
| Talima Cirilli       | Sidney Hacka      |                                |                                | Participant à la/aux saison(s) |
| Marwane Kasdi        | Sami Aouze        |                                |                                | Participant à la/aux saison(s) |
| Marius Blivet        | Timéo Durand      |                                |                                | Participant à la/aux saison(s) |
| Daphné Girard        | Lana Quoirez      |                                |                                | Participant à la/aux saison(s) |

## Askip, les podcasts
Après la fin de la diffusion de la saison 4, une série de plusieurs podcasts est mise en ligne sur Okoo avec un épisode posté chaque jour du lundi au vendredi à partir du 7 juillet 2023 et jusqu’au 3 août 2023.
Cette série de podcasts est appelée « Askip, c’est les vacances » et est composée de 20 audios avec une durée allant de 6 à 12 minutes.
Le concept est renouvelé après la fin de la saison 5, ainsi qu’au moment des vacances de Printemps 2025 lors de la diffusion de la saison 6, puis à nouveau pour les vacances d’été après la diffusion de la saison 6.

### Distribution

#### Podcasts été 2023
| Acteurs                 | Personnages                       | Présence                                                  | Épisode(s) dédié(s)         |
| ----------------------- | --------------------------------- | --------------------------------------------------------- | --------------------------- |
| Casey Calaber           | Mathis Sanzano                    | Épisodes 1, 2, 6, 7, 8, 9, 11, 13, 14, 15, 16, 17, 18, 20 | Épisodes 7 et 16            |
| Bastiaan Van Leeuwen    | Dorian Berger                     | Épisodes 1, 2, 3, 5, 8, 10, 11, 12, 13, 15, 18, 19, 20    | Épisodes 2, 10 et 19        |
| Aaliyah Lexilus         | Kayla M’Begue                     | Épisodes 1, 2, 3, 4, 6, 7, 8, 9, 12, 13, 16, 18, 20       | Épisodes 3, 9, 12 et 13     |
| Fiona Houssou           | Victoire Senghor                  | Épisodes 1, 2, 5, 6, 10, 11, 12, 14, 15, 18, 19, 20       | Épisodes 6, 15 et 18        |
| Jarod Levy              | Hippolyte Balbec                  | Épisodes 1, 2, 4, 7, 9, 12, 13, 14, 17, 18, 20            | Épisodes 2, 4, 12, 14 et 17 |
| Kali Boisson            | Raphaëlle Calonne                 | Épisodes 1, 6, 7, 9, 10, 11, 13, 15, 16, 20               | Épisodes 7, 9 et 16         |
| Adam Abdo               | Bilal Buyukada                    | Épisodes 3, 5, 7, 8, 12, 13, 14, 17, 19, 20               | Épisodes 3, 8, 14 et 19     |
| Jaynelia Coadou         | Dina Boja                         | Épisodes 1, 6, 10, 11, 12, 14, 15, 16, 18                 | Épisodes 6, 15 et 18        |
| Tibor Audinos           | Clovis Tiédot                     | Épisodes 4, 5, 8, 11, 16, 17, 18                          | Épisodes 5, 8, 11 et 17     |
| Emilia Blayer           | Anaïs Tiédot                      | Épisodes 10, 11, 17                                       | Épisodes 10 et 11           |
| Didier Constant         | Philippe Couret, le principal     | Épisodes 1, 20                                            | Aucun                       |
| Cianna Bunduc           | Lilou Marito                      | Épisode 4                                                 | Épisode 4                   |
| Marie-Stéphane Cattaneo | Florence Marito, la mère de Lilou | Épisode 4                                                 | Aucun                       |
| Oxandre Peckeu          | Charlie Bayard                    | Épisode 5                                                 | Épisode 5                   |

#### Podcasts été 2024
| Acteurs                 | Personnages      | Présence                                                                |
| ----------------------- | ---------------- | ----------------------------------------------------------------------- |
| Aaliyah Lexilus         | Kayla M’Begue    | Épisodes 1, 2, 3, 4, 5, 6, 7, 9, 10, 11, 13, 14, 15, 16, 17, 18, 19, 20 |
| Jarod Levy              | Hippolyte Balbec | Épisodes 1, 2, 3, 4, 5, 6, 9, 10, 11, 12, 13, 14, 16, 17, 18, 19, 20    |
| Adam Abdo               | Bilal Buyukada   | Épisodes 1, 2, 3, 4, 5, 6, 9, 10, 11, 12, 13, 14, 15, 16, 17, 18, 20    |
| Fiona Houssou           | Victoire Senghor | Épisodes 1, 2, 3, 4, 5, 6, 7, 8, 9, 12, 14, 15, 16, 17, 18, 19, 20      |
| Cianna Bunduc           | Lilou Marito     | Épisodes 1, 2, 3, 5, 6, 7, 8, 9, 12, 15, 16, 17, 18, 19, 20             |
| Youri Filstein          | Robin Louvini    | Épisodes 2, 3, 4, 5, 8, 10, 11, 12, 13, 14, 15, 17, 18, 19, 20          |
| Yasser Osmani           | Aslan Buyukada   | Épisodes 1, 2, 3, 4, 5, 6, 8, 12, 14, 16, 17, 18, 19, 20                |
| Tibor Audinos           | Clovis Tiédot    | Épisodes 1, 2, 3, 7, 8, 9, 10, 11, 15, 17, 19, 20                       |
| Manon Balasuriya        | Stella Mortenson | Épisodes 3, 4, 6, 7, 8, 10, 13, 14, 15, 18, 19, 20                      |
| Lia Ly                  | Meï Lignet       | Épisodes 3, 4, 5, 6, 8, 10, 11, 13, 14, 19, 20                          |
| Pauline Sakellaridis    | Iris Serf        | Épisodes 4, 6, 7, 9, 11, 13, 20                                         |
| Jean-Eudes Sylvestre    | Malo Kertaven    | Épisodes 4, 8, 9, 18, 20                                                |
| Mossaï Montout          | Léo Duffin       | Épisodes 4, 5, 10, 14                                                   |
| Bastiaan van Leeuwen    | Dorian Berger    | Épisodes 9, 15, 20                                                      |
| Marie-Stéphane Cattanéo | Florence Marito  | Épisodes 2, 8, 9                                                        |
| Didier Constant         | Philippe Couret  | Épisodes 2, 11, 12                                                      |

#### Podcasts printemps 2025
| Acteurs           | Personnages    | Présence                               |
| ----------------- | -------------- | -------------------------------------- |
| Yasser Osmani     | Aslan Buyukada | Épisodes 1, 2, 3, 4, 5, 6, 7, 8, 9, 10 |
| Daphné Girard     | Lana Quoirez   | Épisodes 1, 2, 3, 4, 5, 6, 7, 8, 9, 10 |
| Marius Blivet     | Timéo Durand   | Épisodes 1, 2, 3, 4, 5, 6, 7, 8, 9, 10 |
| Lia Mouchenik     | Simone Pésane  | Épisodes 1, 2, 3, 4, 5, 6, 7, 9, 10    |
| Tiago Simmonet    | Mahé Payet     | Épisodes 1, 2, 4, 5, 6, 7, 8, 9, 10    |
| Marwane Kerrouche | Sami Aouze     | Épisodes 1, 2, 3, 4, 5, 6, 8, 10       |
| Talima Cirilli    | Sidney Hacka   | Épisodes 2, 3, 5, 6, 10                |

#### Podcasts été 2025
| Acteurs                 | Personnages      | Présence                                                       |
| ----------------------- | ---------------- | -------------------------------------------------------------- |
| Manon Balasuriya        | Stella Mortenson | Épisodes 1, 2, 3, 4, 5, 6, 7, 8, 9, 10, 11, 12, 13, 14, 15, 16 |
| Lia Ly                  | Meï Lignet       | Épisodes 1, 2, 4, 5, 6, 8, 9, 10, 11, 12, 13, 14, 15, 16       |
| Marius Blivet           | Timéo Durand     | Épisodes 2, 3, 5, 6, 7, 8, 9, 10, 12, 13, 14, 15, 16           |
| Youri Filstein          | Robin Louvini    | Épisodes 1, 2, 3, 4, 5, 7, 8, 9, 12, 13, 16                    |
| Cianna Bunduc           | Lilou Marito     | Épisodes 1, 3, 6, 10, 11, 12, 14, 15, 16                       |
| Mossaï Montout          | Léo Duffin       | Épisodes 1, 2, 3, 4, 6, 9, 11, 14, 15                          |
| Marwane Kerrouche       | Sami Aouze       | Épisodes 1, 4, 5, 8, 10, 11, 12, 14, 15                        |
| Jean-Eudes Sylvestre    | Malo Kertaven    | Épisodes 1, 2, 4, 6, 9, 10, 13, 14                             |
| Yasser Osmani           | Aslan Buyukada   | Épisodes 2, 3, 4, 7, 8, 11, 12, 14                             |
| Daphné Girard           | Lana Quoirez     | Épisodes 1, 2, 5, 11, 12, 14, 15, 16                           |
| Pauline Sakellaridis    | Iris Serf        | Épisodes 1, 6, 10, 11, 14, 15, 16                              |
| Tiago Simonnet          | Mahé Payet       | Épisodes 3, 7, 10, 13, 14, 15                                  |
| Talima Cirilli          | Sidney Hacka     | Épisodes 2, 3, 5, 9, 12                                        |
| Olivier Cabassut        | Cyril Tanzmann   | Épisodes 3, 5, 7, 13, 16                                       |
| Marie-Stéphane Cattanéo | Florence Marito  | Épisodes 1, 6, 15, 16                                          |

## Audience
En mai 2023, la série ASKIP dépasse les 38 millions d'épisodes visionnés.
En Novembre 2023, la série ASKIP dépasse les 24 millions d'épisodes visionnés.
En décembre 2022, la série ASKIP avait dépassé les 16,6 millions d'épisodes vus dont 8 millions en 2022.
Au 22 janvier 2021, la saison 1 d'ASKIP comptabilisait près de 1,6 million d'épisodes vus sur les univers Okoo et France.tv.

## Musique
La musique du générique est Garn de Victor Gambard[source secondaire souhaitée].
En saison 3, un épisode spécial tout en musique a été réalisé en hommage à Jacques Demy et aux comédies musicales : Le jour en-chanté (saison 3, épisode 60),[source secondaire souhaitée].
Plusieurs chansons originales ont été créées spécialement pour la série et sont toutes mises en ligne au fur et à mesure de leur diffusion sur les plateformes de streaming :
- Il est là (auteur : Benoît Masocco - compositeur : Stéphane Corbin) - interprétée par Rose (Juliette Mabillat)
- Mais tu n'es pas lui (auteur : Benoît Masocco - compositeur : Stéphane Corbin) - interprétée par Rose (Juliette Mabillat)
- Vous mes victoires (auteur : Benoît Masocco - compositeur : Stéphane Corbin) - interprétée par Rose (Juliette Mabillat)
- Noël depuis toi (auteur : Benoît Masocco - compositeur : Stéphane Corbin) - interprétée par Rose (Juliette Mabillat) et Dorian (Bastiaan Van Leuween)
- Ma différence (auteur : Benoît Masocco - compositeur : Stéphane Corbin) - interprétée par Dina (Jaynelia)
- Sous ma peau (auteur : Benoît Masocco - compositeur : Stéphane Corbin) - interprétée par Dina (Jaynelia)

## Récompenses
En mars 2021, ASKIP remporte le Laurier de l'audiovisuel du meilleur programme jeunesse.